# Schondra
Schondra är en köping (Markt) i Landkreis Bad Kissingen i Regierungsbezirk Unterfranken i förbundslandet Bayern i Tyskland.
Köpingen ingår i kommunalförbundet Bad Brückenau tillsammans med köpingen Geroda och kommunerna Oberleichtersbach och Riedenberg.